# Selahattin İnal
Selahattin İnal (* 1909 in Tarsus, Mersin; † 1996) war ein türkischer Forstwirt, Hochschullehrer und parteiloser Politiker, der unter anderem zwischen 1971 und 1973 Forstminister war.

## Leben
Selahattin İnal begann nach dem Abitur ein Studium an der Hochschule für Forstwirtschaft (Yüksek Orman Mektebi), der heutigen Fakultät für Forstwirtschaft der Universität Istanbul, welches er 1933 beendete. 1935 wurde er zum Studium der Forstwissenschaft und zur Promotion nach Wien geschickt und schloss das Studium 1939 mit dem Titel eines Forstingenieurs ab. Mit Ausbruch des Zweiten Weltkrieges kehrte er in zunächst in die Türkei zurück und schloss anschließend 1940 in Wien sein unterbrochenes Doktoratsstudium ab. Nach der Promotion zum Doktor der Fachrichtung Forstwissenschaften kehrte er 1941 wieder in die Türkei zurück. Er wurde erst 1950 außerordentlicher Professor und übernahm nach Forschungsaufenthalten in England zwischen 1953 und 1955 schließlich 1956 eine Professur an der Fakultät für Forstwirtschaft der Universität Istanbul. Er war zeitweilig Dekan dieser Fakultät sowie Mitglied des Exekutivkomitees der Gruppe für Land- und Forstwirtschaft der 1963 gegründeten Türkischen Anstalt für Wissenschaftliche und Technologische Forschung TÜBİTAK (Türkiye Bilimsel ve Teknolojik Araştırma Kurumu).
Am 26. März 1971 wurde İnal im Kabinett Erim I Forstminister (Orman Bakanı) und bekleidete dieses Ministeramt vom 11. Dezember 1971 bis zum 22. Mai 1972 auch im Kabinett Erim II, der 34. Regierung, sowie vom 22. Mai 1972 bis zum 15. April 1973 auch in der darauf folgenden 35. Regierung, dem Kabinett Melen. Er arbeitete zudem als Berater der Generalversammlung der Vereinten Nationen. Er war außerdem zeitweise Mitglied der Generaldirektion der SEKA (Türkiye Selüloz Ve Kağıt Fabrikaları A.Ş.), der Türkischen Zellstoff- und Papierfabrik AG.

## Veröffentlichungen
- Palamut Meşesi Ormanları (dt. Eichenwälder), 1953
- Türkiye’nin Gelişmesinde Ormanların Rolü (dt. Die Rolle der Wälder in der Entwicklung der Türkei), 1958
- Türkiye’de Ormanların Tehdit ve Kadastrosu Problemi (dt. Die Bedrohung und das Katasterproblem der Wälder in der Türkei), 1962
- Türkiye’de anayasa ve ormancılık (dt. Verfassung und Forstwirtschaft in der Türkei), 1971